# 葵丘之会

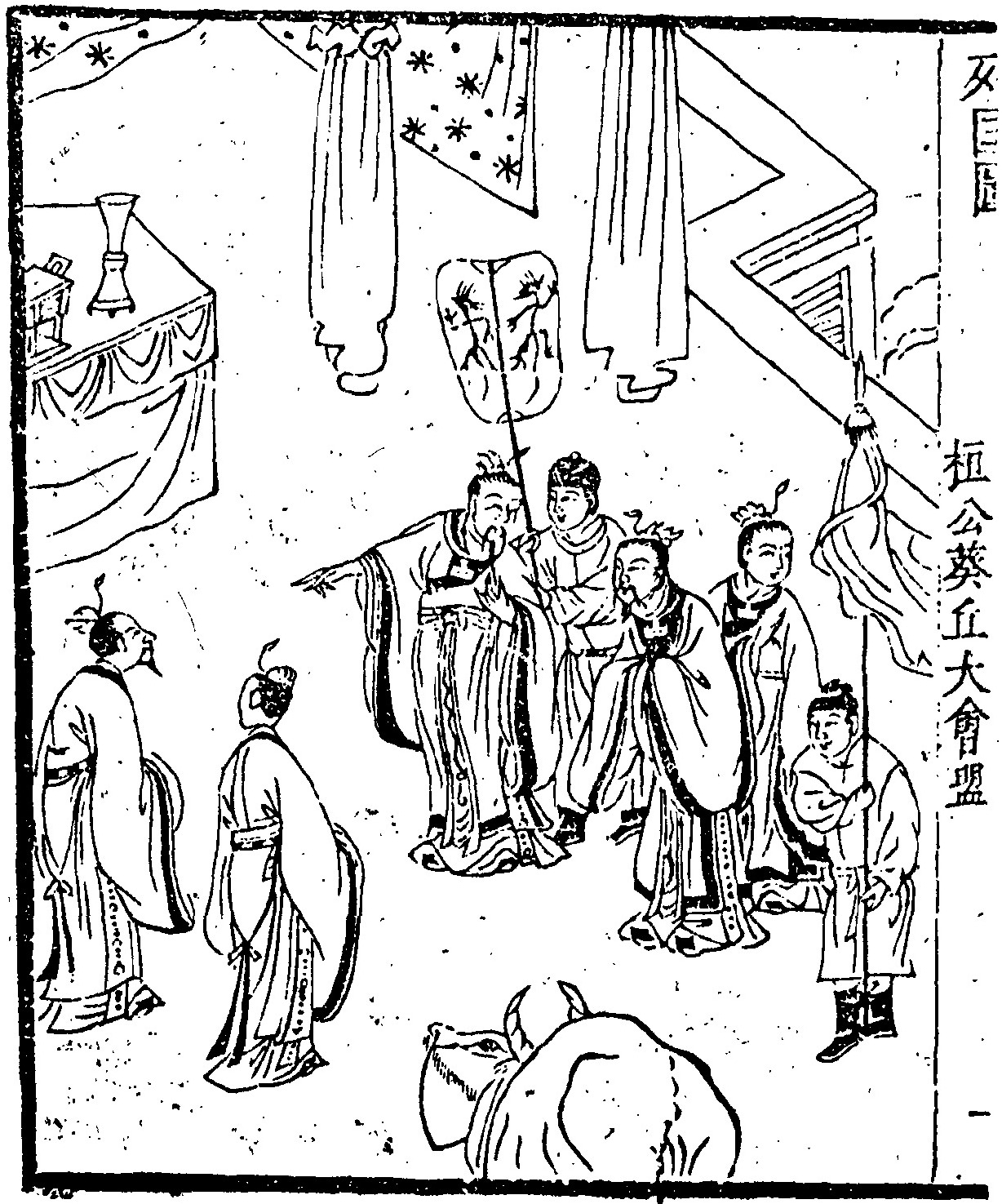
桓公葵丘大會盟

葵丘之会，又称葵丘会盟、葵丘之盟，是春秋时期诸侯会盟事件。

## 历史
前651年，齐桓公在葵丘（今中国河南省民权县），召集鲁国、宋国、卫国、郑国、许国、曹国等国相会结盟，规定同盟国都要言归于好，齐桓公颁布了天子禁令五条。周襄王派宰孔参加，并赐王室祭祀祖先的祭肉给齐桓公。这表示周天子承认齐桓公的霸主地位，标志着齐国的霸业达到了顶峰。
《春秋穀梁傳》、《春秋左氏传》、《春秋公羊传》都记载了葵丘之会。《春秋穀梁傳》所记的五条禁令是现存最早的记载。

## 禁令内容
- 不可壅塞水源
- 不能阻碍粮食流通
- 不可改换嫡子
- 不可以妾为妻
- 不可让妇人参与国事[3]。

### 其他版本的禁令内容
- 要尊贤育才
- 不可不让士世袭官职、不可随便杀死大夫[4]

## 考古
在民权县城东黄河故道北岸有葵丘台遗址。